# ヨハネの黙示録より
『ヨハネの黙示録より』（ヨハネのもくしろくより、ロシア語: Из Апокалипсиса）作品66は、アナトーリ・リャードフが1912年に完成した管弦楽曲。副題は『交響的絵画』（ロシア語: Симфоническая картина）。演奏時間は約9分。

## 概要
リャードフの最晩年にあたる1910年から1912年にかけて作曲された作品。標題は「ヨハネの黙示録」第10章から採られており、天使が地上に降り立ち、その叫びにあわせて雷鳴がとどろく様を表現している。初演指揮を担当したアレクサンドル・ジロティに献呈され、楽譜は1913年にライプツィヒでベリャーエフ社から刊行された。

## 初演
1912年12月8日にジロティの指揮によりサンクトペテルブルクで初演された。

## 編成
ピッコロ（第3フルートに持ち替え）、フルート2、オーボエ2、コーラングレ、クラリネット3、ファゴット2、コントラファゴット、ホルン4、トランペット3、トロンボーン3、チューバ2、ティンパニ、トライアングル、シンバル、バスドラム、タムタム、鉄琴、チェレスタ、ハープ、弦五部

## 曲の構成
標題　ヨハネの黙示録 第10章 第1節-第3節
| 「 | わたしはまた、もう一人の力強い天使が、雲を身にまとい、天から降って来るのを見た。頭には虹をいただき、顔は太陽のようで、足は火の柱のようであり、手には開いた小さな巻物を持っていた。そして、右足で海を、左足で地を踏まえて、獅子がほえるような大声で叫んだ。天使が叫んだとき、七つの雷がそれぞれの声で語った。（新共同訳10：1-3） | 」 |

このような終末的な情景を表すため、オーケストラは通常編成よりも大きくされ、特に金管楽器を効果的に用いている。
弦楽器のトレモロ、木管楽器のトリルに支えられたトランペット、トロンボーン、チューバが奏する下降音型で始まる。ティンパニが打ち鳴らされた後、しばらく低音でもやもやした状態が続き、やがて天使の降臨を表すように弦高音でメロディが奏され、これを鉄琴やチェレスタ、ハープのアルペッジョが装飾する。ついで木管、金管の順にメロディが移り、遂にトゥッティに至るがすぐに弱くなる。その後、ロシア正教の聖歌を思わせるような四拍子と五拍子が交錯する展開となる（リムスキー=コルサコフの『ロシアの復活祭』序曲と同じ素材を使用している）。断片的なメロディが続く中、次第に盛り上がり、何度も金管のファンファーレが鳴り響く。最後は雷鳴を表すティンパニがとどろいて終わる。